# Nokia 7700
Nokia 7700 — комунікатор компанії Nokia, який так і не вийшов у комерційний продаж. Був анонсований в жовтні 2003 року, проте після пару перенесень був скасований. Проте компанія встигла зробити прототипи в період з 2003—2004 років. Він є першим смартфоном від Nokia яким можна користуватися виключно екраном. Тому він працює на новій програмній платформі від Nokia, S90, спеціально розробленій для таких телефонів. При анонсі Nokia називала його «медіа-пристроєм».
Незважаючи на те що Nokia 7700 так і не дійшов до виходу на прилавки магазинів, в жовтні 2004 року компанія випустила його наступник Nokia 7710.

## Характеристики
- Стандарти: GSM/EDGE 850/900/1800/1900
- Екран: 65536 квітів, 640 x 320 пікселів
- Бездротові інтерфейси: Bluetooth
- Проводове підключення: USB
- Фото/Відеокамера: 0.30 млн пікс., 640x480
- Мультимедіа: MP3-плеєр
- Пам'ять: 25 МБ вбудованої динамічно розподіляє пам'яті;
- Процесор: 200 МГц
- Слоти розширення: MMC
- Операційна система: Symbian (Series 90)
- Батарея: знімний літій-іонний акумулятор ємністю 1300 мАг
- Час роботи при розмові: 4 год
- Час автономної роботи: 250 ч.[5]